# 7月7日、晴れ サウンドトラック
『7月7日、晴れ サウンドトラック』（しちがつなのか、はれ サウンドトラック / SEVENTH OF JULY SUNNY DAY motion picture soundtrack）は、日本の音楽グループDREAMS COME TRUEが担当した、映画『7月7日、晴れ』のサウンドトラックである。
1996年4月1日にEpic/Sony Records（現・エピックレコードジャパン）からリリースされた。

## 概要
- ドリカム（中村単独名義も含む）のサウンドトラックとしては4作目。BGMであるインストゥルメンタル作品がその他のドリカムのサウンドトラックより少ない。サウンドトラックに収録された曲は既発曲が多く、オリジナルアルバム8枚中6枚から選曲され、半分ベスト・アルバムのような内容でもある[1]。70万枚以上売り上げ、中村、ドリカムが関与したサウンドトラックでは最大のヒットとなった。
- 「OPEN SESAME」以外のインスト楽曲は実質上中村のソロ作品ではあるが、名義上DREAMS COME TRUEということになっている。
- 「go for it!」はシングル・バージョンになっており、シングル・バージョンの収録は今作で初となった。
- 「WINTER SONG」、「WHEREVER YOU ARE」はオリジナルアルバム未収録であるが、このサウンドトラックには収録されている。
- 8枚目のアルバム『LOVE UNLIMITED∞』と同時発売。重複している曲は主題歌である「7月7日、晴れ」のみ。

## 収録曲
1. JUNGLIA 〜Instrumental
2. 日々ノオモチャ 〜Instrumental
3. go for it!
4. 花曇りの日曜日
5. a little waltz
6. うれしい!たのしい!大好き! ('EVERLASTING' VERSION)
7. 今度は虹を見に行こう
8. MAX-M 〜Instrumental
9. OPEN SESAME 〜Instrumental
10. 冬三昧にはまだ遠い
11. 前奏曲〜遠い階段 〜Instrumental
12. WINTER SONG
13. SUKI
インスト楽曲を除くと、このアルバムにのみ収録されている楽曲。「す き」の英語詞ヴァージョン。なお、ベストアルバム『DREAMS COME TRUE GREATEST HITS "THE SOUL"』の人気投票の際も投票候補に加えられていた曲であった。原曲の「すき」と歌う部分は日本語のまま歌っている。
14. 2人のDIFFERENCE
15. WHEREVER YOU ARE
16. HAPPY HAPPY BIRTHDAY
17. The signs of LOVE
18. ベガとアルタイル 第2楽章 〜Instrumental
19. 7月7日、晴れ
20. 銀河への船

## スタッフ
- 作詞：吉田美和(3〜7,10,12〜17,19,20)、マイク・ピラ(12,15)、ジョン・ポスマン(13)
- 作曲：中村正人(1〜4,8〜12,14,15,17〜20)、吉田美和(3,5〜7,10,12〜14,16)
- 編曲：中村正人(全曲)

## 演奏
- DREAMS COME TRUE
  - Backing Vocal Arrangement (#3.6.7.10.12.14.15.20)
  - Backing Vocal  (#4.7.10.13.16.19.20)
  - Hand Clap, Taps (#16).16
- 吉田美和
  - Vocal (#3-7.10.12-17.19.20)
  - Vocal Arrangement (#3-7.10.12.13.14.15.17.19.20)
  - Backing Vocal (#3.5.17)
  - Backing Vocal Arrangement (#4.5.13.16.17.19)
  - Hand Clap Arrangement (#16)
- 中村正人
  - Bass, Percussion, Synthesizer Programming (#1-12.14.15.17.18.19.20)
  - Strings Programming (#1-15.17.18.19.20)
  - Drums Programming (#1.2.6-12.14.15.18.19.20)
  - Guitar (#1.2.5.8.11.18)
  - Backing Vocal (#3.17)
  - Backing Vocal Arrangement (#4.5.13.16.17.19)
  - Vocal Arrangement (#13.17.19)
- 西川隆宏
  - Manipulating (#1-15.17.18.19.20)
  - Backing Vocal (#5)
- 濱田尚哉
  - Drums (#3.4.5.17)
  - Cymbal (#11.18)
  - Hand Clap (#16)
- 高田二郎：Guitar (#3.17)
- 有沢健夫：Trumpet (#3.17)
- 飯尾通利：Trumpet (#3)
- 野村裕幸：Trombone (#3)
- 山本一：Saxophone (#3.17)
- Morris Michael：Guitar (#4.7.10.12.14.20)
- Raul D'oliveira
  - Trumpet (#4.5.9.10.12.15.20)
  - Flugel Horn (#7)
- Martin Drover：Trumpet (#4.5.10.12.15.20)
- Peter Thoms：Trombone (#4.5.7.9.10.12.15.20)
- Nick Pentelow：Saxophone (#4.5.7.10.12.15.20)
- Mike Pela
  - Backing Vocal (#4.7.13)
  - Backing Vocal Arrangement (#13)
  - Voice (#16)
- Neil Taylor：Guitar (#5.15)
- Scaila Kanga：Harp (#5.19)
- 逆井オサム：Guitar (#6)
- 佐々木史郎：Trumpet (#6.17)
- 瀧川浩水：Saxophone (#6)
- John Thirkell
  - Flugel Horn (#7)
  - Trumpet (#9)
- 佐々木康彦：Guitar (#9)
- Hiroyasu Kakuta：Cymbal (#9)
- 大谷幸：Piano (#13.17)
- Jerome Brown, Glenvin Anthony Scott, Marion Powell：Backing Vocal (#13.16.17)
- Sharon Deborah Beswick：Backing Vocal (#13.16)
- モーリス・ホワイト：Vocal, Backing Vocal, Vocal Arrangement, Backing Vocal Arrangement (#15)
- THE S.O.L.N. CLAPPERS (Uchi, Inoue, Akashi)：Hand Clap (#16)
- THE S.O.L.N. CLAPPERS (Yanchi, Uchi)：Taps (#16)
- 佐野聡：Trombone (#17)
- Sarah Brown：Backing Vocal (#17)
- デイヴィッド・T・ウォーカー、Paul Dunne：Electric Guitar (#19)
- Jay Winding：Acoustic Piano (#19)
- Frankie, Sylvia Nason-James, Gwen Dupree：Backing Vocal (#20)